# Ayoko Kazerne
Ayoko Kazerne, ook wel Bosbivak Zanderij en voorheen Prinses Beatrix-kampement genoemd, is een kazerne in het district Para in Suriname.
Het terrein werd in 1957 aangelegd en in 1961 werd er de naam Prinses Beatrix-kampement aan gegeven. Later kreeg het de naam Ayoko Kazerne, wat verwijst naar de naam van een soldaat van inheems-Surinaamse afkomst. Hier is het militaire opleidingscentrum voor de recruten gevestigd, met onder meer schietoefeningen zoals in 2016 gezamenlijk met de Franse troepen. Langs de toegangsweg vanaf de luchthaven Zanderij staat het pantsermonument.
In augustus 2020, tijdens de coronacrisis in Suriname, werd de kazerne klaargemaakt voor de isolatie van coronapatiënten.